# شهرستان هیلزبرو (نیوهمپشر)
شهرستان هیلزبرو در ایالت نیوهمپشر واقع است. جمعیت این شهرستان بر اساس سرشماری سال ۲۰۱۰ آمریکا ۴۰۰۷۲۱ نفر گزارش شده‌است. مرکز شهرستان هیلزبرو، شهرهای منچستر و ناشوآ هستند.این شهرستان در سال ۱۷۶۹ بنیانگذاری شده‌است. شهرستان هیلزبرو پرجمعیت‌ترین شهرستان ناحیه نیوانگلند و همچنین متراکم‌ترین شهرستان از نظر جمعیت است.